# Top of the World (Lied)
Top of the World ist die zweite Singleauskopplung aus Brandys zweitem Studioalbum Never Say Never. Der Song enthält einen Gastauftritt des Rappers Ma$e. Das Lied wurde 1998 als Single veröffentlicht und erreichte Platz zwei in den britischen Single-Charts, wo es Brandys zweite Top-20-Single wurde. Top of the World erreichte Platz 21 in Kanada, Platz elf in Neuseeland und Platz 18 in Irland. In den Vereinigten Staaten wurde der Song nur als Airplay-Single veröffentlicht, wobei er Platz 44 und 4 der dazugehörigen Pop- und R&B-Airplay-Charts respektive erreichte.

## Musikvideo
Die Regie zum Musikvideo hatte Paul Hunter. Die Kulisse stellt eine Wohnsiedlung dar. Im Video verfügt Brandy über Superkräfte, so kann sie fliegen und ist besonders stark. Am Anfang des Videos sieht man wie Ma$e aus einem Auto steigt und zu rappen beginnt. Danach ist Brandy zu sehen, während sie, an der Außenwand eines Hochhauses schwebend, mit Ma$e telefoniert und zu singen beginnt. Die nächste Szene zeigt Brandy und männliche Backgroundtänzer eine Choreographie tanzen. Als Nächstes hangelt sie sich von einer Ampel in die Luft, um auf Autos im Straßenverkehr herumzuspringen. Nun trifft Ma$e auf die Tänzer und Brandy und rappt seinen Vers, während er mit Brandy die Choreographie tanzt. Zuletzt scheint Brandy wieder ihre Superkräfte zu verlieren, denn obwohl sie es nicht zu wollen scheint, fällt Brandy in der Endszene wieder zu Boden.

## Hintergrund
Rodney Jerkins, Fred Jerkins III, LaShawn Daniels, Traci Hale, Isaac Phillips, Nycolia Turman und Mason Betha schrieben den Song, produziert wurde er von Darkchild. Es war der erfolgreichste Song von Ma$e in Europa. Auch ist es der einzige Song, den Ma$e zusammen mit einer Frau als Single veröffentlichte. Neben dieser Version nahm Brandy auch einen Remix namens „Top of the World Part II“ mit Latino-Rappern Fat Joe und Big Pun auf, welcher auch auf Big Puns 2001er Best-Of-Album Endangered Species erschien. In einer Folge der fünften Staffel der Serie Moesha rappte die Figur Hakeem Campbell Teile des Songs.

## Live
Brandy sang Top of the World auf den MTV Movie Awards 1998 mit Ma$e sowie 1999 die Remix-Version bei den Soul Train Music Award zusammen mit Fat Joe und Big Pun vom Terror Squad. Während der „Never S-A-Y Never World Tour“, die Ende 1998 begann, sang sie eine spezielle Soloversion von Top of the World. In dem TV-Special Brandy „Brandy in Concert: A Special for the Holidays“, einem Konzert in Chicago, das am 20. November 1999 im Fernsehen ausgestrahlt wurde, ist der Song auch enthalten. Während Brandys zweiter Welttournee, die 2008 begann („The Just Human Tour“), präsentierte Brandy „Top of the World“ als eröffnenden Teil eines Medleys ihrer Songs aus den 1990er Jahren.

## Kommerzieller Erfolg
Top of the World war in den Charts erfolgreich vertreten, in den US-amerikanischen Billboard Hot 100 verfehlte das Lied den Einstieg, da bis 1999 keine Airplay-Songs in diese Charts einsteigen durften. International erreichte das Lied die Top Ten im Vereinigten Königreich und die Top Twenty in Neuseeland, Irland, sowie die Top Fifty in der Schweiz, Frankreich, Australien, Deutschland und einigen anderen Ländern. Top of the World wurde weltweit bis heute über 500.000-mal verkauft. 200.000 Exemplare davon wurden im Vereinigten Königreich verkauft, wo die Single dafür eine silberne Schallplatte erhielt.

### Charts
| Chart (1998)                 | Höchst Platzierung | Auszeichnung     |
| ---------------------------- | ------------------ | ---------------- |
| Deutschland                  | 42                 |                  |
| Schweiz                      | 42                 |                  |
| Vereinigtes Königreich       | 2                  | Silber (200'000) |
| Vereinigte Staaten (Airplay) | 44                 |                  |